# آلفرد دوبلین
برونو آلفرد دوبلین (به آلمانی: Bruno Alfred Döblin) ‏نویسنده اکسپرسیونیست آلمانی بود.
نام آلفرد دوبلین، به‌عنوان نویسنده‌ای که اولین «رمانشهر» ادبیات آلمان را به نام «برلین، میدان الکساندر» آفرید، برای همیشه در تاریخ ادبی این کشور ثبت شده است. این رمان را بارها با «اولیس»، اثر جیمز جویس مقایسه کرده‌اند.

## زندگی
دوبلین، هرچند در خانواده‌ای یهودی مذهب به دنیا آمده و در چنین خانواده‌ای نیز پرورش یافته بود، ولی گرایش خاصی به مذهب یهود نداشت. او در سال ۱۹۱۲، یعنی سالی که تحصیلات خود را در رشتهٔ پزشکی به پایان برد و در برلین مشغول به‌کار شد، با «جمعیت یهودیان برلین» وداع گفت و ترک مذهب کرد. فاشیست‌های هیتلری ولی پس از قدرت‌گیری سیاسی در سال ۱۹۳۳، او را به عنوان نویسنده‌ای یهودی، تحت تعقیب قرار دادند. خوشبختی دوبلین این بود که درست یک روز پیش از «آتش‌سوزی رایشتاگ»، به زوریخ گریخت. پیش از گریز، او با این امید ساده‌لوحانه در برلین مانده بود که روشنفکران آلمان بتوانند از بلای فاشیسم در امان بمانند. نام دوبلین که بین سال‌های ۱۹۱۹ و ۱۹۲۱ با اسم مستعار «پوت چپ»، مقالاتی در فصلنامهٔ ادبی نویه روندشاو می‌نوشت، هنوز بر سر زبان‌ها نیفتاده بود، ولی با پایه‌گذاری انجمن نویسندگان چپ در سال ۱۹۲۵، به‌قدر کافی شهرت به‌هم‌زده بود که سوءظن مأموران یوزف گوبلز، (وزیر تبلیغات و رسانه‌های هیتلر) را برانگیزد.

### فرار و مهاجرت
دوبلین پس از فرار به سوئیس، چند صباحی در زوریخ ماند و سپس راهی پاریس شد. در آن‌جا به تابعیت کشور فرانسه درآمد. او در سال ۱۹۴۰، از آن‌جا که فرانسه نیز به اشغال نازی‌ها درآمده بود، همراه همسر و پسرش به کالیفرنیا گریخت. در آمریکا، دوبلین مثل اغلب نویسندگان آلمانی در مهاجرت، به عنوان فیلم‌نامه‌نویس مشغول به‌کار شد. رمان «سفر سرنوشت»، داستان فرار و رویدادهای دوران مهاجرت او را دربرمی‌گیرد. دوبلین این رمان را در اوائل سال‌های چهل نگاشته بود، ولی همانند اغلب آثار نویسندگان مهاجر آلمانی، این کتاب نیز ابتدا پس از جنگ جهانی دوم در آلمان منتشر شد.
دوبلین در «سفر سرنوشت»، گرایشش را به مسیحیت و دلایل گرویدن خود به این مذهب در سال ۱۹۴۱ را نیز شرح داده است. تغییر مذهب دوبلین، شگفتی بسیاری از نویسندگان مهاجر آلمانی در آمریکا را برانگیخت. از جمله، برتولد برشت در یکی از اشعار خود به نام «رویداد شرم‌آور»، این نکته را به نقد کشیده است. از آن پس آثار دوبلین، در هاله‌ای از نوعی انسان‌دوستی مسیحی‌وار پوشیده می‌شوند. یکی از قهرمانان اصلی رمان «یک انقلاب آلمانی» به نام فریدریش بکر، آشکارا به مسیحیت می‌گرود. در دوران مهاجرت، سبک دوبلین نیز اندکی تغییر کرد. او در رمان قطور چهار جلدی و ۲۰۰۰ صفحه‌ای خود، به نام «نوامبر ۱۹۱۸»، که به رویدادهای تاریخی آلمان در این زمان می‌پردازد، شیوهٔ نگارش تجربی «برلین، میدان الکساندر»، را کنار می‌گذارد و به جای آن که داستان را از زاویه‌ها و دیدگاه‌های متفاوت و در زمان‌هایی مختلف روایت کند، به شیوهٔ بیانی ساده‌ای که در خط زمانی سرراستی حرکت می‌کند، روی می‌آورد.

### بازگشت به میهن

تمبر یادبود

دوبلین در سال ۱۹۴۵ به عنوان افسر ادارهٔ سانسور فرانسه به آلمان بازگشت. او در برلین بین سال‌های ۱۹۴۶ تا ۱۹۵۱، مجله‌ای ادبی به نام «دروازهٔ طلایی» منتشر ساخت. کارهای ادبی او، با وجود فعالیت‌های پربارش به عنوان سردبیر این مجله، توجه صحنهٔ ادبی آلمان را که به تازگی در حال شکل‌گیری بود، جلب نکرد. او در فاصلهٔ بین سال‌های ۱۹۴۵–۱۹۴۶، رمان «هاملت یا شب درازی که به پایان رسید» را نوشت. دوبلین در این اثر سرگذشت یک سرباز انگلیسی، به نام ادوارد آلیسون، را تصویر می‌کند که پس از جنگ به «شهری پر سر و صدا و پرهیاهو برمی‌گردد». در طرح اولیهٔ این رمان قرار بود که این سرباز، به دیری پناه ببرد و آرامش خود را در آن‌جا بیابد. در نسخهٔ چاپی آن ولی آلیسون، بخشی از ثروتی که به ارث برده، به صومعه‌ای هدیه می‌کند و تصمیم می‌گیرد، زندگی تازه‌ای را بیآغازد. آخرین جملهٔ آخرین اثر دوبلین چنین است: «و زندگی جدیدی آغاز شد.»
از آن‌جا که «زندگی جدید» در آلمان پس از جنگ برای او چندان «خوش‌آیند» نبود، دوبلین در سال ۱۹۵۳ به پاریس بازگشت؛ ولی چندی بعد، دوباره به آلمان سفر کرد و پس از یک عمر «سرگردانی»، سرانجام در شهر کوچکی، نزدیک فرایبورگ، در جنوب آلمان ساکن شد؛ او در ۲۶ ژوئن سال ۱۹۵۷، در همین شهر کوچک چشم بر جهان فروبست.

## برلین، میدان الکساندر

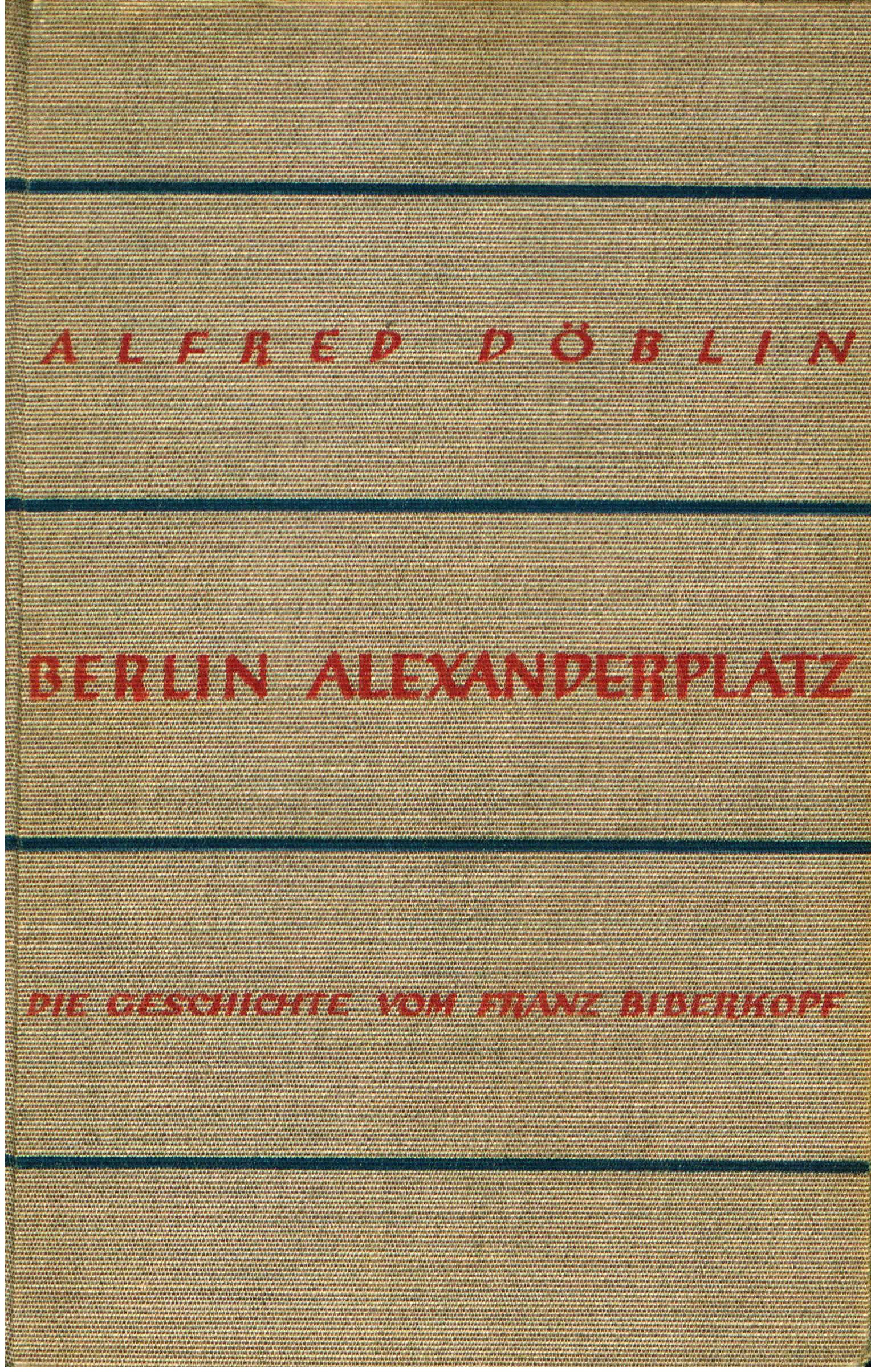
جلد چاپ اول رمان «برلین آلکساندرپلاتس» اثر آلفرد دوبلین

نام پرآوازهٔ نویسندهٔ آلمانی، آلفرد دوبلین که در (۱۰ اوت سال ۱۸۷۸) متولد شد، با اسم پایتخت این کشور، برلین، پیوندی ناگسستنی دارد؛ نه به‌خاطر این که دوبلین از ده سالگی در این شهر زندگی می‌کرد، بلکه به این دلیل که او، اولین نویسندهٔ آلمانی است که برلین را به عنوان یک بزرگ‌شهر اروپایی در ادبیات، ابدی کرده است. این اثر برجسته، «برلین، میدان الکساندر» نام دارد که برای اولین بار در سال ۱۹۲۹ منتشر شد. منتقدان ادبی، این رمان یگانه را بارها از نظر اهمیت و غنا و قدرت آفرینندگی با «اولیس»، اثر جیمز جویس، که در سال ۱۹۲۲ انتشار یافت، مقایسه کرده‌اند. دوبلین ولی، به گفتهٔ خود هنگام نوشتن رمانش، با این اثر آشنا نبوده است.
«برلین، میدان الکساندر»، نه تنها از نظر ادبی، بلکه از جنبهٔ سینمایی نیز بارها ستوده شده است. والتر بنیامین، نویسندهٔ یهودی‌تبار برلینی، از جمله، بیشتر بر ساختار سینمایی این اثر تأکید داشت. راینر ورنر فاسبیندر، کارگردان مشهور آلمانی، مجموعه‌ای ۱۶ ساعته بر مبنای آن ساخت که هنوز هم به عنوان اثری کلاسیک در جشنواره‌های بین‌المللی به نمایش درمی‌آید و تازگی خود را از دست نداده است.
یک شهر بر ضد یک مرد
ضدقهرمان رمان دوبلین که فرانتس بیبرکوپف، (Franz Biberkopf) نام دارد، در قالب داستانی پرکشش، ویژگی‌های جهانشمول این شهر را، از مردم رنگارنگ و کوچه‌پس کوچه‌های رومانتیکش گرفته تا پوسترها و تبلیغاتی که در و دیوار آن را مزین کرده‌اند و روزنامه‌های متنوع و زبان‌های گوناگون آن به خواننده می‌نمایاند. تصویر برلین، این بزرگ‌شهر پرهیاهو و پر خطر دورهٔ جمهوری وایمار در این رمان، در واقع به نثر، نقاشی شده است.
بیبرکوپف، ضدقهرمانی است که در آغاز رمان، تازه از زندان آزاد شده و در تلاش است، زندگی «محترمانه» ای برای خود دست و پا کند. او که در جنگ جهانی اول، در لباس سربازی به «مام میهن» خدمت کرده و به جرم خشونت، چند صباحی را در زندان گذرانده است، پس از آزادی، نه تنها باید با مشکلات روحی و روانی خود، بلکه با جامعهٔ نابسامان آن زمان آلمان نیز دست‌و پنجه نرم کند؛ جامعه‌ای که خود درگیر سرخوردگی‌های ناشی از شکست این کشور در جنگ جهانی اول بود. آرزوی اولیهٔ شرافتمندانه زندگی کردن بیبرکوپف، به تدریج و با پیش‌رفت داستان، در کلافی از ماجراهای هیجان‌انگیز و رویدادهای جنجال‌آفرین گم می‌شود و سرانجام، اهمیت خود را از دست می‌دهد. در واقع هیولای این بزرگ‌شهر یا «روح برلین»، به دشمن درجه اول ضدقهرمان داستان بدل می‌شود. دوبلین برای تصویر این «روح» از لهجهٔ برلینی، زبان مردم کوچه‌وبازار، آهنگ‌های مختلف، موسیقی جاز، نواها و ترانه‌های گونه‌گون سود جسته است. او این اجزای بدیع و مسحورکننده را چون تکه‌های موزائیک کنار هم می‌چیند و از آن، کلی بی بدیل می‌سازد. در واقع، قهرمان و پیشبرندهٔ خط اصلی این رمان، شهر برلین است.

## اولین «رمانشهر» ادبیات آلمان
«برلین، میدان الکساندر»، اولین «رمانشهر» ادبیات آلمان ارزیابی شده است. نام دوبلین و آندری بلی، نویسندهٔ روسی، (۱۸۸۰–۱۹۳۴)، با رمان «پترزبورگ» اش در تاریخ ادبیات جهان، به عنوان نویسندگانی ثبت شده است که خطوط اصلی این ژانر را به مثابه شکل ویژه‌ای از رمان اجتماعی مشخص کرده‌اند. دوبلین هم‌چنین در کنار گوتفرید بن (۱۹۵۶–۱۸۸۶) یکی از پایه‌گذاران مکتب اکسپرسیونیست در عرصهٔ ادبیات بود. این نویسندگان در آثار خود بحران‌های ناشی از رویارویی با روند صنعت‌زدگی، ماشینیسم و سرمایه‌داری را نقد می‌کردند، قربانیان چنین نظام اجتماعی‌ای را به تصویر درمی‌آوردند و به‌طور کلی، ظواهر «مدرنیسم» را به نقد می‌کشیدند. گروه اکسپرسیونیست‌های برلینی که در اواسط سال ۱۹۲۵ شکل گرفت، در سال‌های دههٔ سی سدهٔ پیش، با روی‌کارآمدن حکومت ناسیونال سوسیالیستها در آلمان از هم پاشید. این نویسندگان، اکثراً "چپ‌گرا و یهودی بودند.

## کتابشناسی
سه جهش یا تناسخ وانگ لون، والنشتاین، غول‌ها، ماناس، میدان آلکساندر برلین، ببر آبی، مرد جاودانی، نوامبر هزار و نهصد و هجده، هاملت یا شب دراز پایان می‌پذیرد
- Die Ermordung einer Butterblume
- Die drei Sprünge des Wang-Lun (The Three Leaps of Wang-Lun)
- Wadzeks Kampf mit der Dampfturbine
- Der schwarze Vorhang
- Wallenstein
- Berge, Meere und Giganten (Mountains, Seas and Giants)
- Die beiden Freundinnen und ihr Giftmord
- Reise in Polen (Journey To Poland)
- Manas
- Berlin Alexanderplatz
- Die Ehe
- Unser Dasein
- Babylonische Wandrung (Babylonian Wandering)
- Pardon wird nicht gegeben (Men Without Mercy)
- Amazonas-Trilogie (Vol. 1 Das Land ohne Tod, Vol. 2 Der blaue Tiger, Vol. 3 Der neue Urwald)
- نوامبر ۱۹۱۸ (Vol 1: Verratenes Volk, Vol. 2 Heimkehr der Fronttruppen, Vol. 3 Karl und Rosa)
- Der unsterbliche Mensch
- Der Oberst und der Dichter
- Schicksalsreise (Destiny's Journey)
- Hamlet oder Die lange Nacht nimmt ein Ende (Tales of a Long Night)
- Die Zeitlupe
- Aufsätze zur Literatur